# Psychotria castaneifolia
Psychotria castaneifolia är en måreväxtart som beskrevs av Ernest Marie Antoine Petit. Psychotria castaneifolia ingår i släktet Psychotria och familjen måreväxter. Inga underarter finns listade i Catalogue of Life.